# Berești
Beresti là một thị xã thuộc hạt Galați, România. Dân số thời điểm năm 2002 là 3607 người.